# Ramon Maria Calderé
Ramón María Calderé del Rey (Vila-rodona, 1959. január 16. –) spanyol válogatott labdarúgó, edző.

## Pályafutása

### Klubcsapatban
Vila-rodonában született, Katalóniában. A Barcelona utánpótlásában nevelkedett, ahol 1977-ben szerepelt először a B csapatban, majd kölcsönadták először az Alcalá, az követően pedig a Real Valladolid együttesének. Az első osztályban az 1980–81-es szezonban debütált a Valladolid színeiben. 1984-ben, 25 éves korában az FC Barcelona első csapatában is bemutatkozhatott, mellyel 1985-ben bajnoki címet szerzett. 1988 nyarán a Real Betis szerződtette, ahol egy évig játszott. 1990 és 1993 között a Sant Andreu játékosa volt. 

### A válogatottban
1985 és 1988 között 18 alkalommal szerepelt a spanyol válogatottban és 7 gólt szerzett. Egy Wrexhamben rendezett Wales elleni vb-selejtező alkalmával mutatkozott be 1985. április 30-án. Részt vett az 1986-os világbajnokságon, ahol az Algéria elleni csoportmérkőzésen duplázni tudott, illetve tagja volt az 1988-as Európa-bajnokságon résztvevő válogatott keretének is.

### Edzőként
Játékos-pályafutását követően 1993-tól kezdve edzősködni kezdett. Dolgozott többek között a CE Premià – kétszer – az UE Cornellà, a CF Gavà, az UE Castelldefels, a CF Badalona, az AD Ceuta, a CF Reus Deportiu, a CD Teruel, a CF Palencia és a Burgos CF csapatainál.

## Sikerei, díjai

### Játékosként
FC Barcelona
- Spanyol bajnok (1): 1984–85
- Spanyol kupa (1): 1987–88

Sant Andreu
- Spanyol másodosztályú bajnok (1): 1991–92

### Edzőként
Gavà
- Spanyol negyedosztály (1): 2000–01[2]

Teruel
- Spanyol negyedosztály (1): 2009–10[2]

Castellón
- Spanyol negyedosztály (1): 2014–15

## Külső hivatkozások
- Ramon Maria Calderé adatlapja a National-Football-Teams.com oldalon (angolul)

- Ramon Maria Calderé (angol nyelven). eu-football.info
- Ramon Maria Calderé (játékos profil) (angol, katalán, spanyol nyelven). BDFutbol.com
- Ramon Maria Calderé (edzői profil) (angol, katalán, spanyol nyelven). BDFutbol.com
- Ramon Maria Calderé (német nyelven). kicker.de
- Ramon Maria Calderé adatlapja a worldfootball.net oldalon (angolul)